# Juegos Bolivarianos de 1951

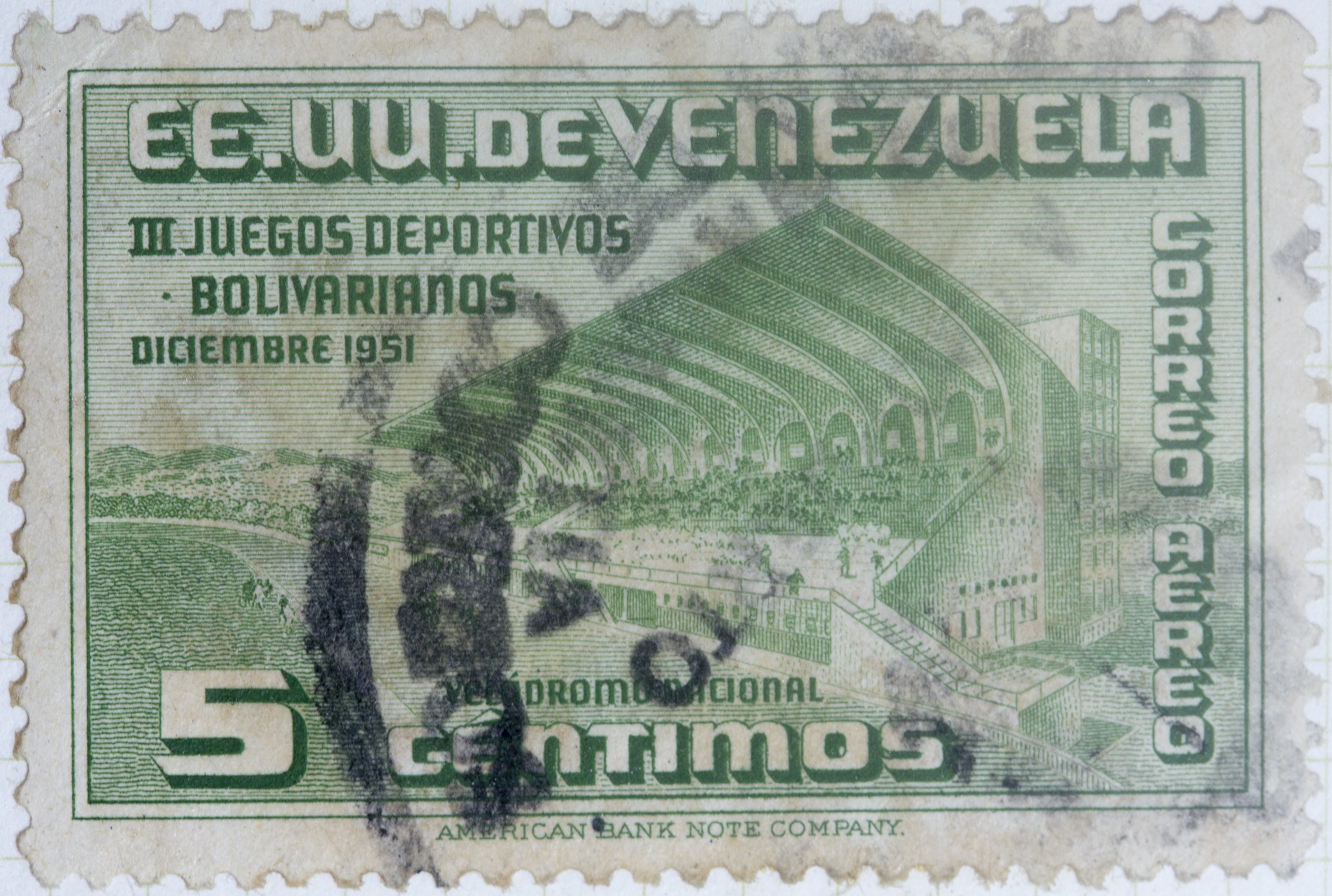
Estampilla de 1951 sobre los Juegos Bolivarianos

Los Juegos Bolivarianos de 1951 se desarrollaron en Caracas, Venezuela del 5 al 21 de diciembre.

## Medalleria
| Núm. | País      | Oro | Plata | Bronce | Total |
| ---- | --------- | --- | ----- | ------ | ----- |
| 1    | Perú      | 40  | 39    | 25     | 104   |
| 2    | Venezuela | 33  | 31    | 31     | 95    |
| 3    | Panamá    | 18  | 7     | 12     | 37    |
| 4    | Colombia  | 14  | 17    | 18     | 49    |
| 5    | Ecuador   | 3   | 7     | 6      | 16    |
| 6    | Bolivia   | 0   | 3     | 4      | 7     |

| Predecesor: Lima 1947-48 | III Juegos Bolivarianos Caracas 1951 | Sucesor: Barranquilla 1961 |

- Datos: Q4567112
- Multimedia: 1951 Bolivarian Games / Q4567112